# Wspólnota administracyjna Schillingsfürst
Wspólnota administracyjna Schillingsfürst – wspólnota administracyjna (niem. Verwaltungsgemeinschaft) w Niemczech, w kraju związkowym Bawaria, w rejencji Środkowa Frankonia, w regionie Westmittelfranken, w powiecie Ansbach. Siedziba wspólnoty znajduje się w mieście Schillingsfürst, a przewodniczącym jej jest Johann Schott.
Wspólnota administracyjna zrzesza jedną gminę miejską (Stadt), jedną gminę targową (Markt) oraz cztery gminy wiejskie (Gemeinde): 
- Buch am Wald, 974 mieszkańców, 26,47 km²
- Diebach, 1 105 mieszkańców, 22,37 km²
- Dombühl, gmina targowa, 1 617 mieszkańców, 17,90 km²
- Schillingsfürst, miasto, 2 791 mieszkańców, 27,52 km²
- Wettringen, 953 mieszkańców, 21,46 km²
- Wörnitz, 1 701 mieszkańców, 24,45 km²